# Сорокотяга
Сорокотя́га (укр. Сорокотяга) — село в Жашковском районе Черкасской области Украины. Расположено в 8 км по южному съезду от города Жашков и за 9 км от автотрассы Киев—Одесса. 
Расположено на реке Торч (Багна), притоке Горного Тикича. На территории села расположено несколько прудов.
Население по переписи 2001 года составляло 989 человек. Почтовый индекс — 19230. Телефонный код — 4747.

## История
В XIX веке село Сорокотяга было в составе Жашковской волости, а в начале XX века в Бузовской волости, Таращанского уезда Киевской губернии. В селе была Покровская и Троицкая церковь.

Священнослужители Троицкой церкви:
- 1749-1792 - иерей Иван Дешкевич
- 1773-1780 - иерей Филипп Молчановский
- 1791 - иерей Степан Синецкий
- 1817 - священник Иван Романович Слуцкий[1]

## Местный совет
19230, Черкасская обл., Жашковский р-н, с. Сорокотяга

## Галерея

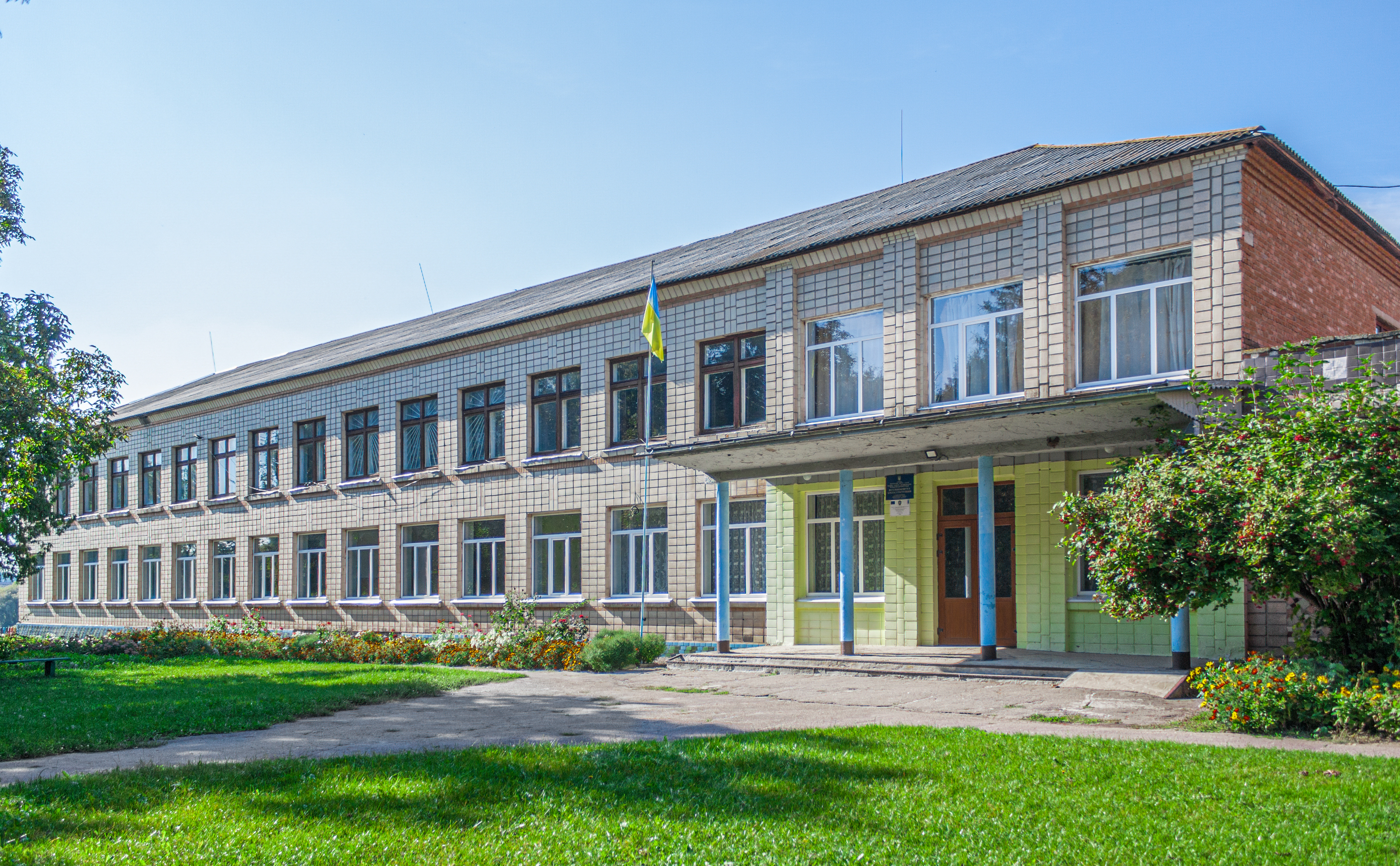
Школа
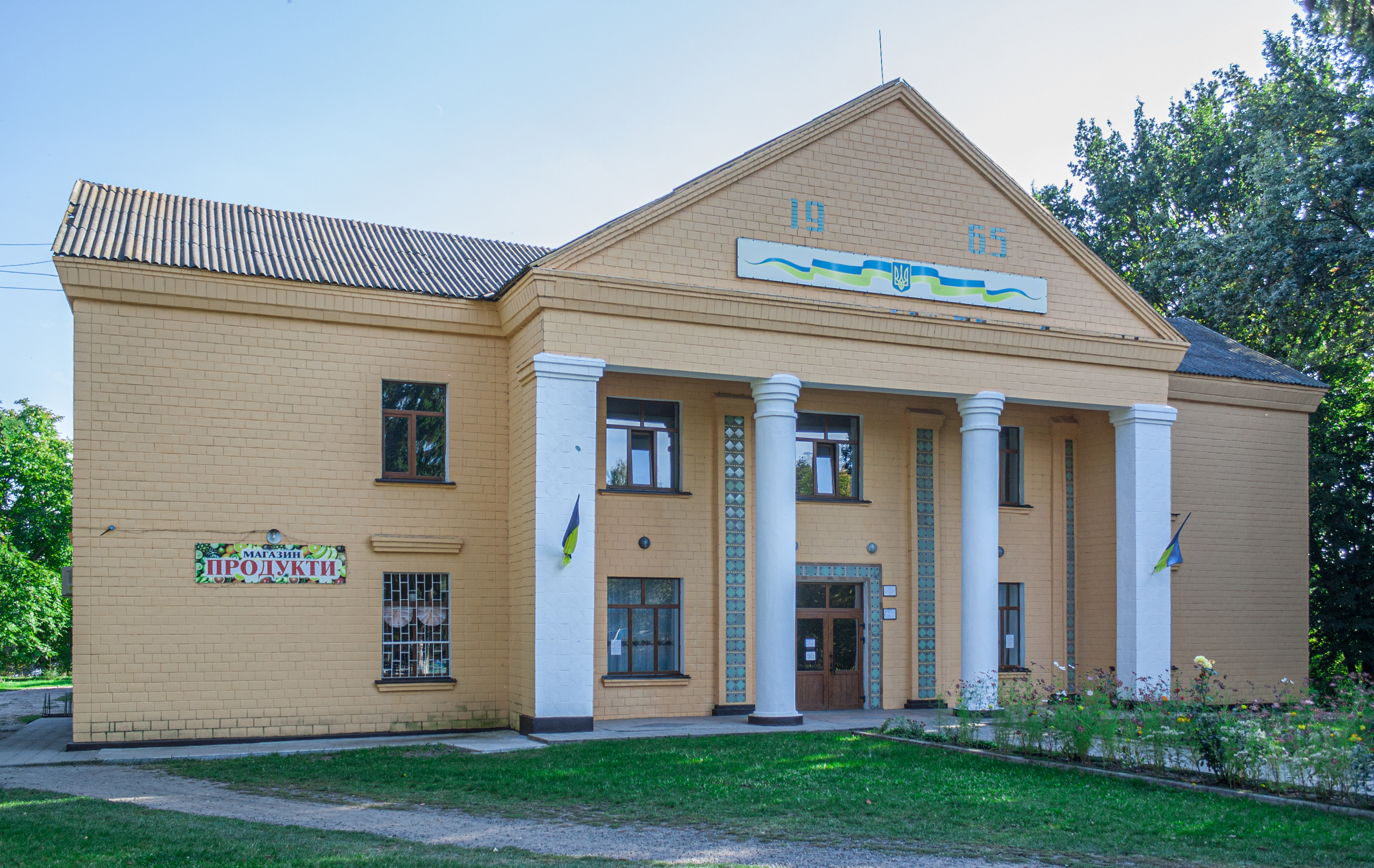
Дом культуры
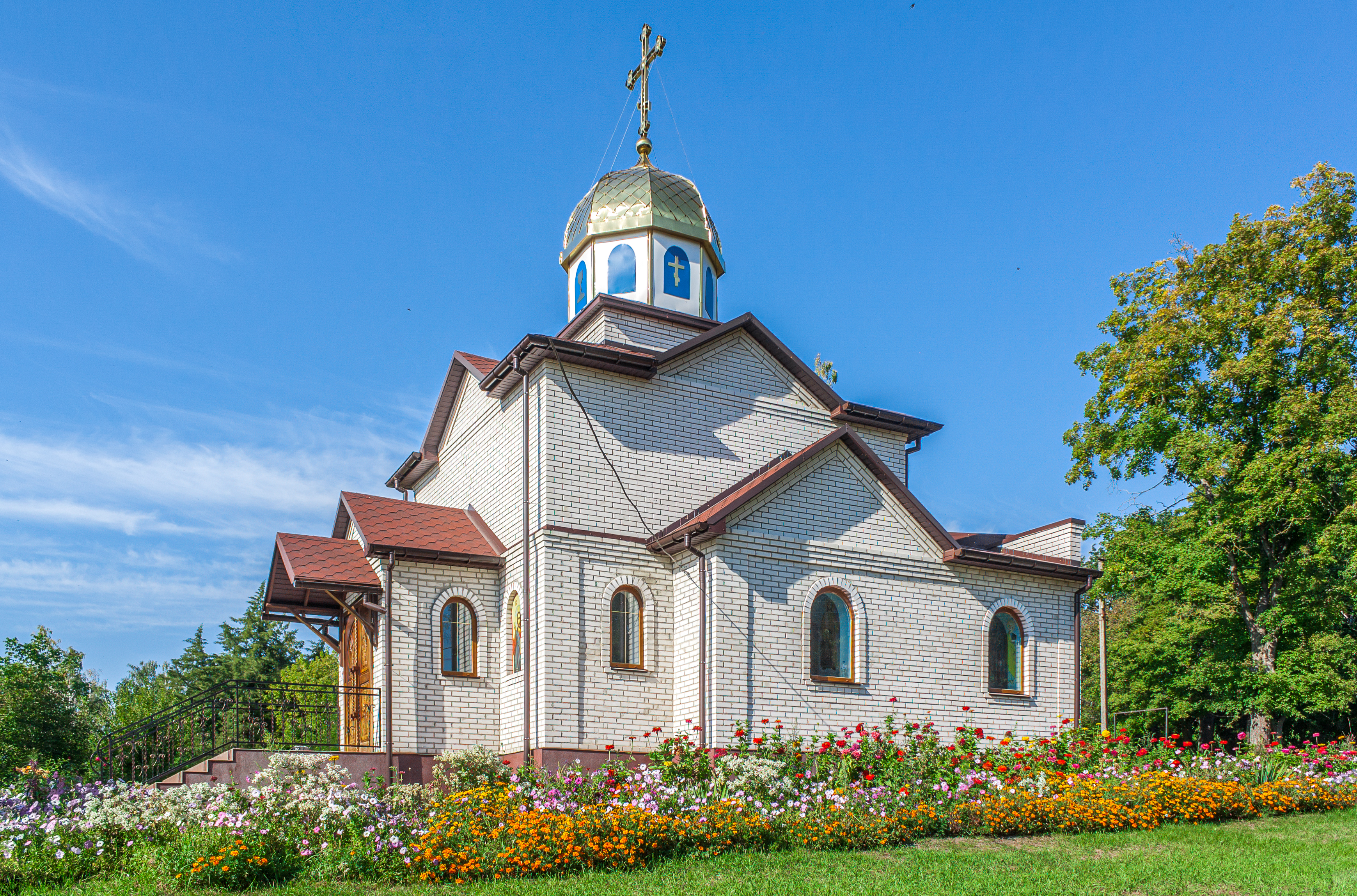
Церковь
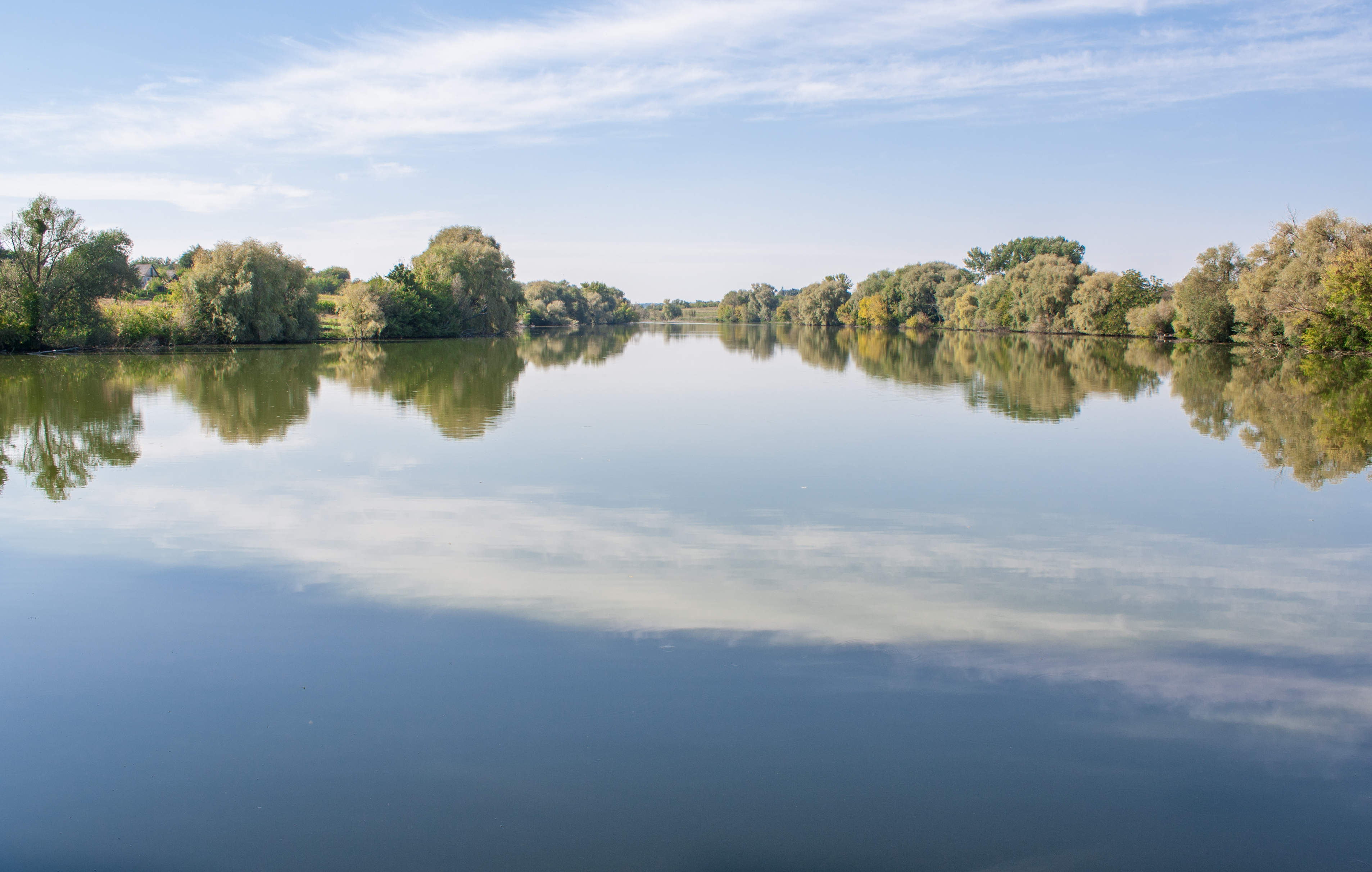
Пруд
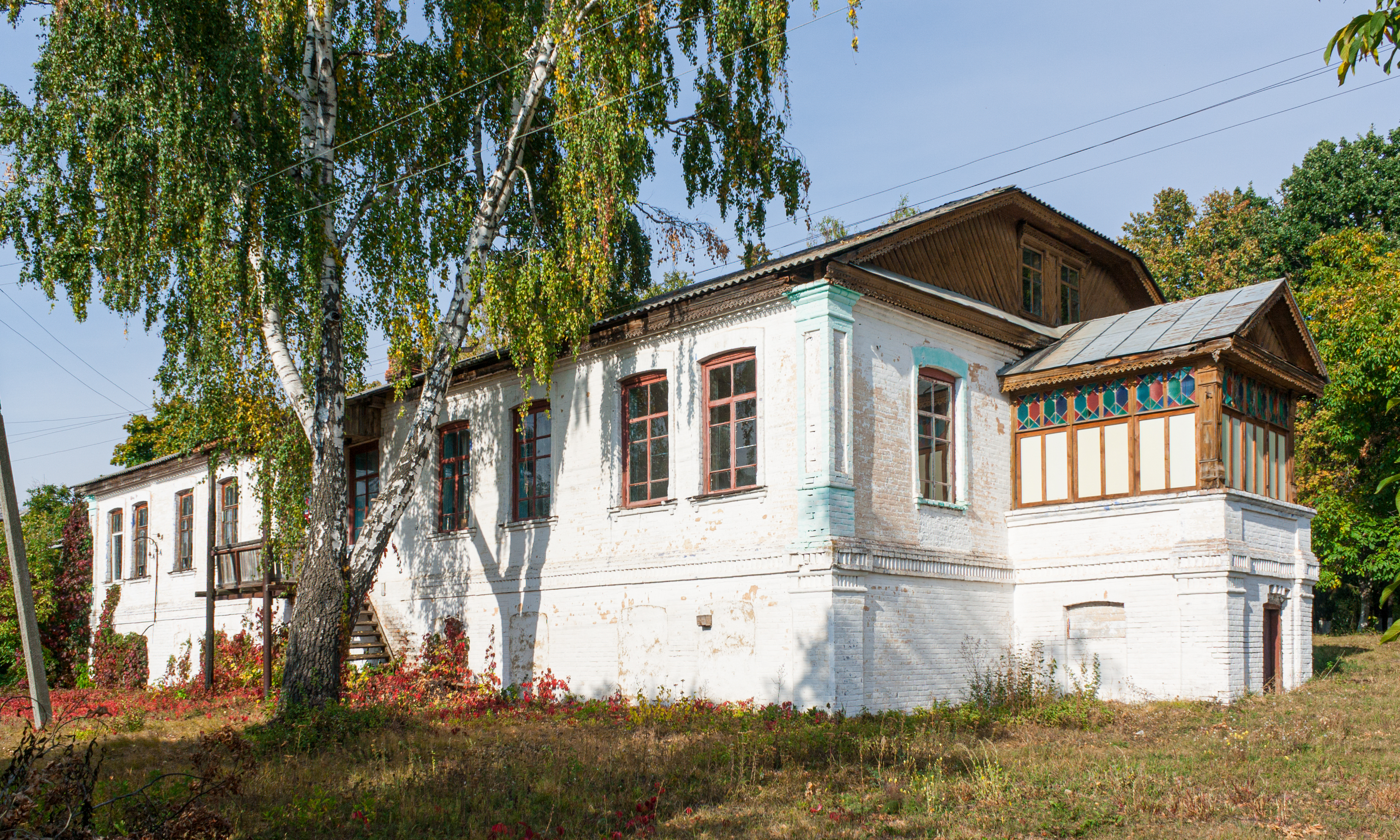
Дом управляющего поместьем (1885 г.)
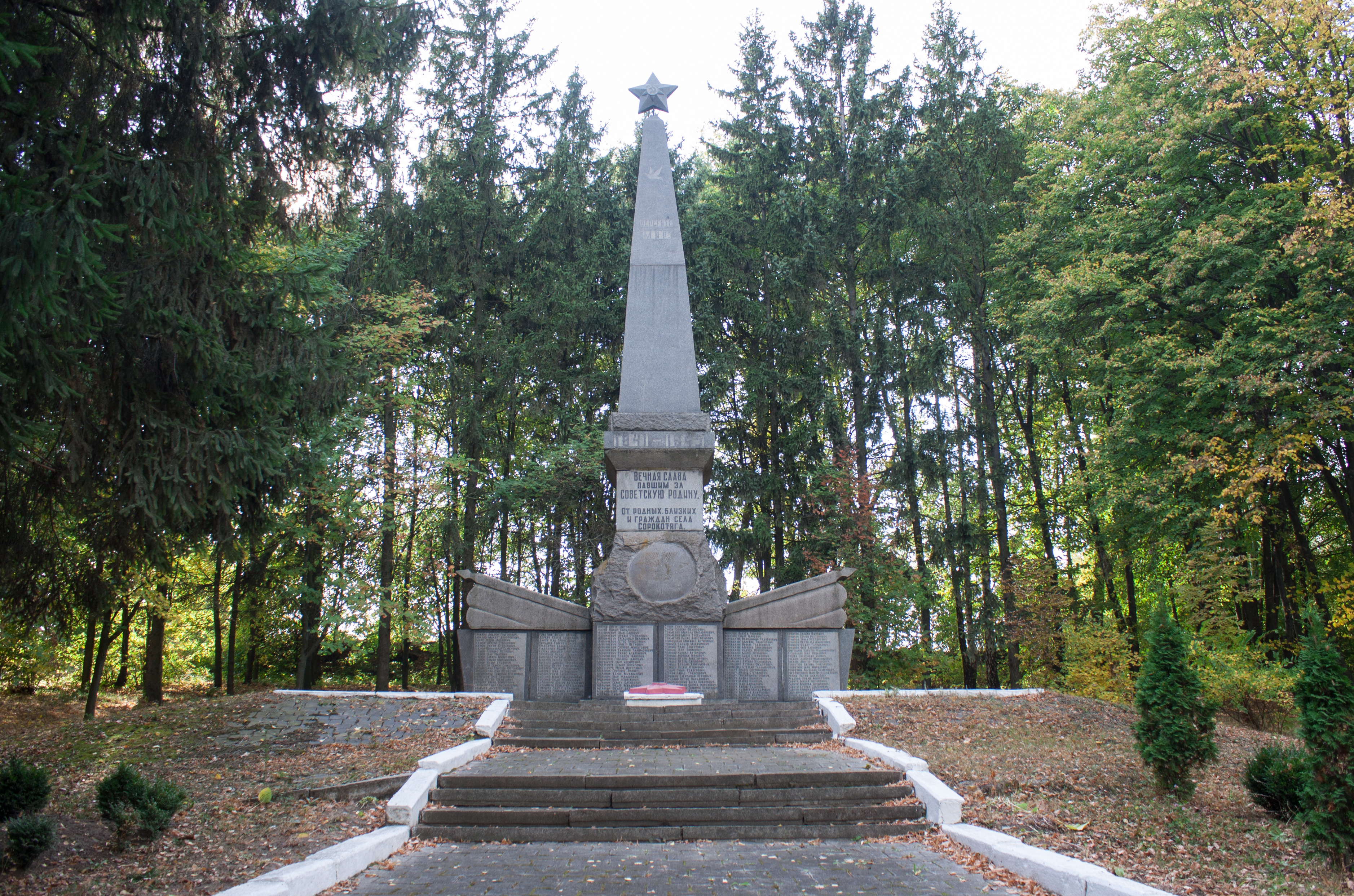
Памятник воинам-односельчанам, погибшим в ВОВ
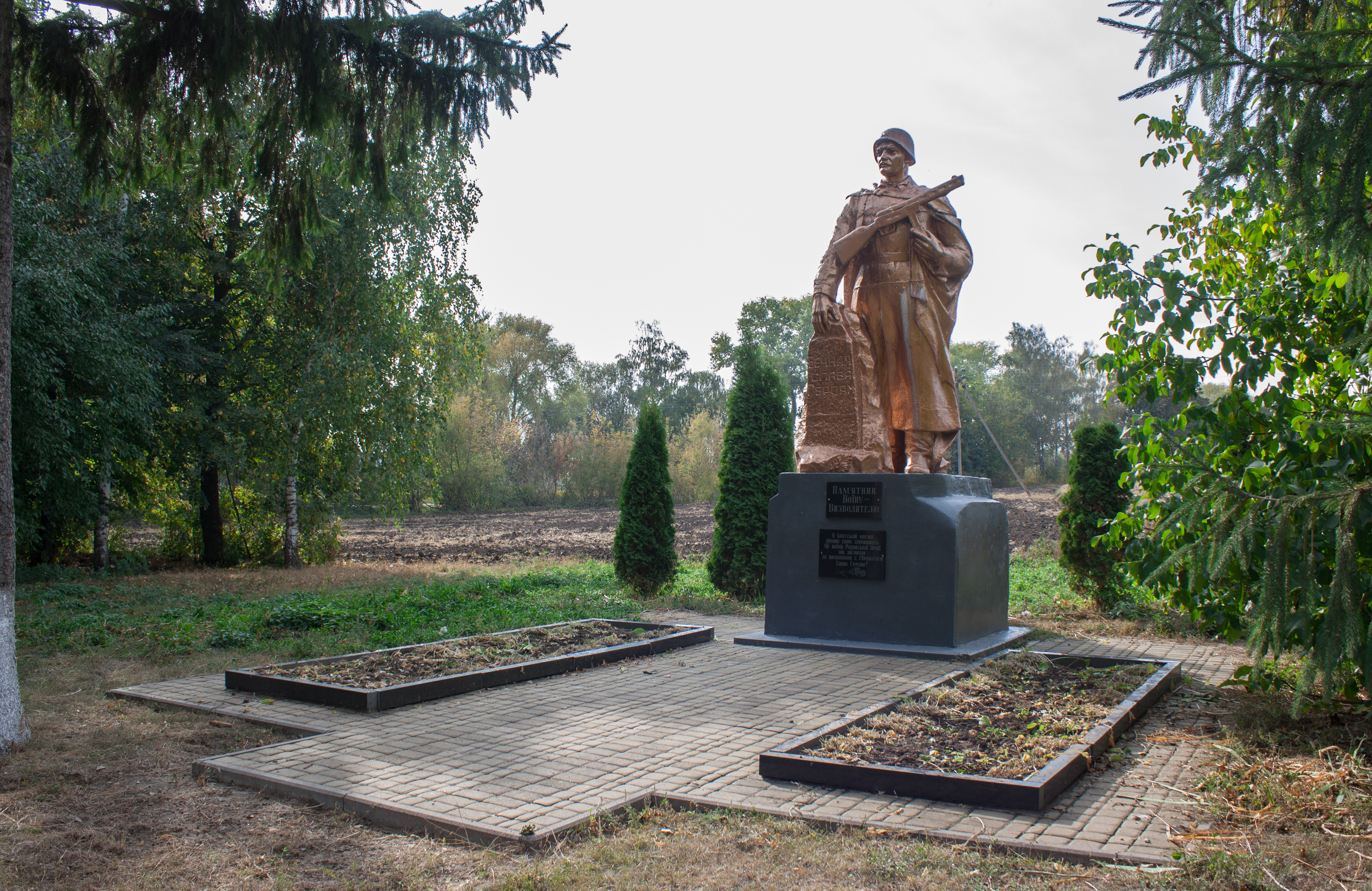
Братская могила советских воинов
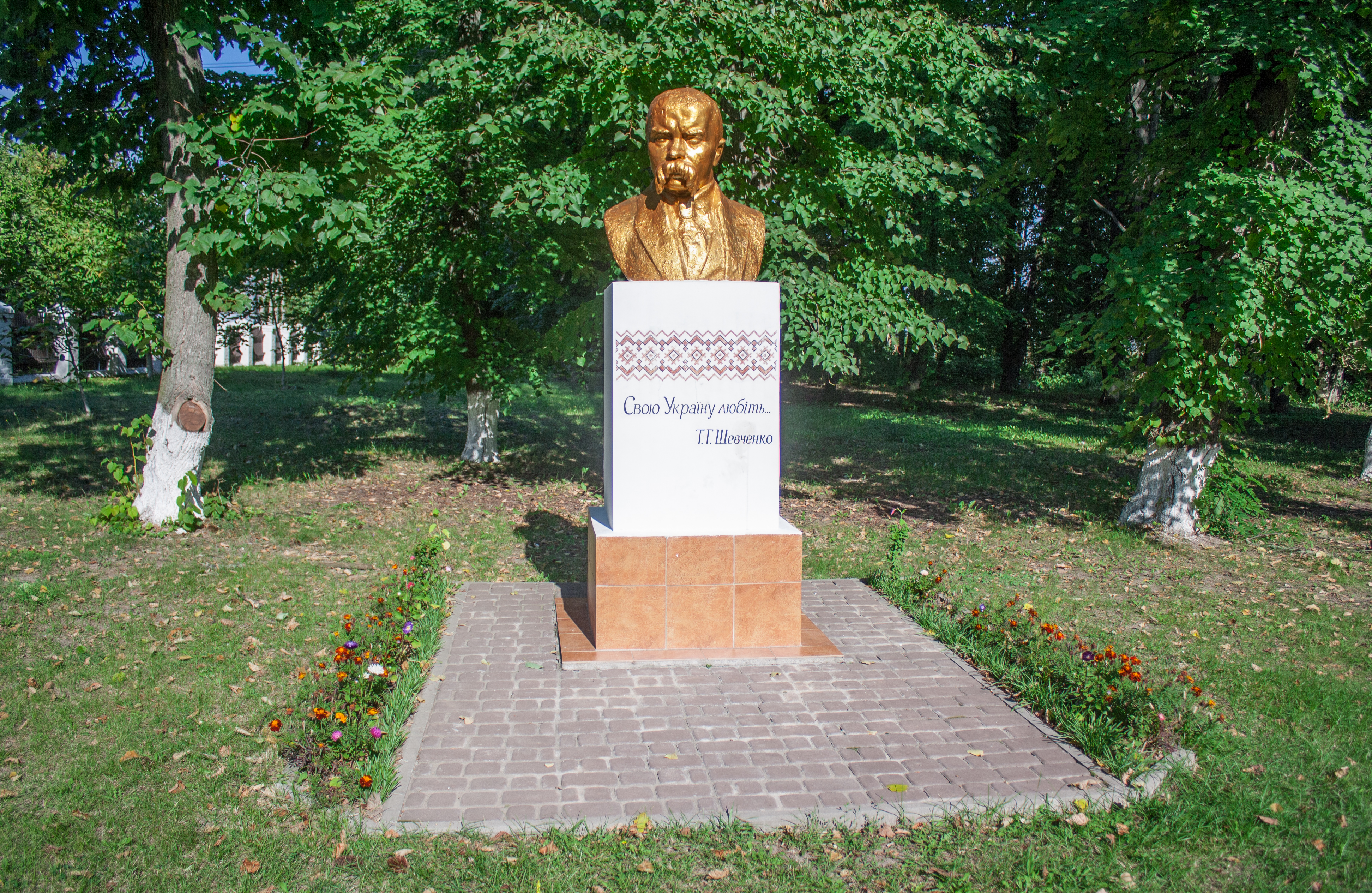
Памятник Тарасу Шевченко